# Mura di Perugia
Le mura di Perugia sono l'antica cerchia difensiva della città. La città possiede due cinte murarie.

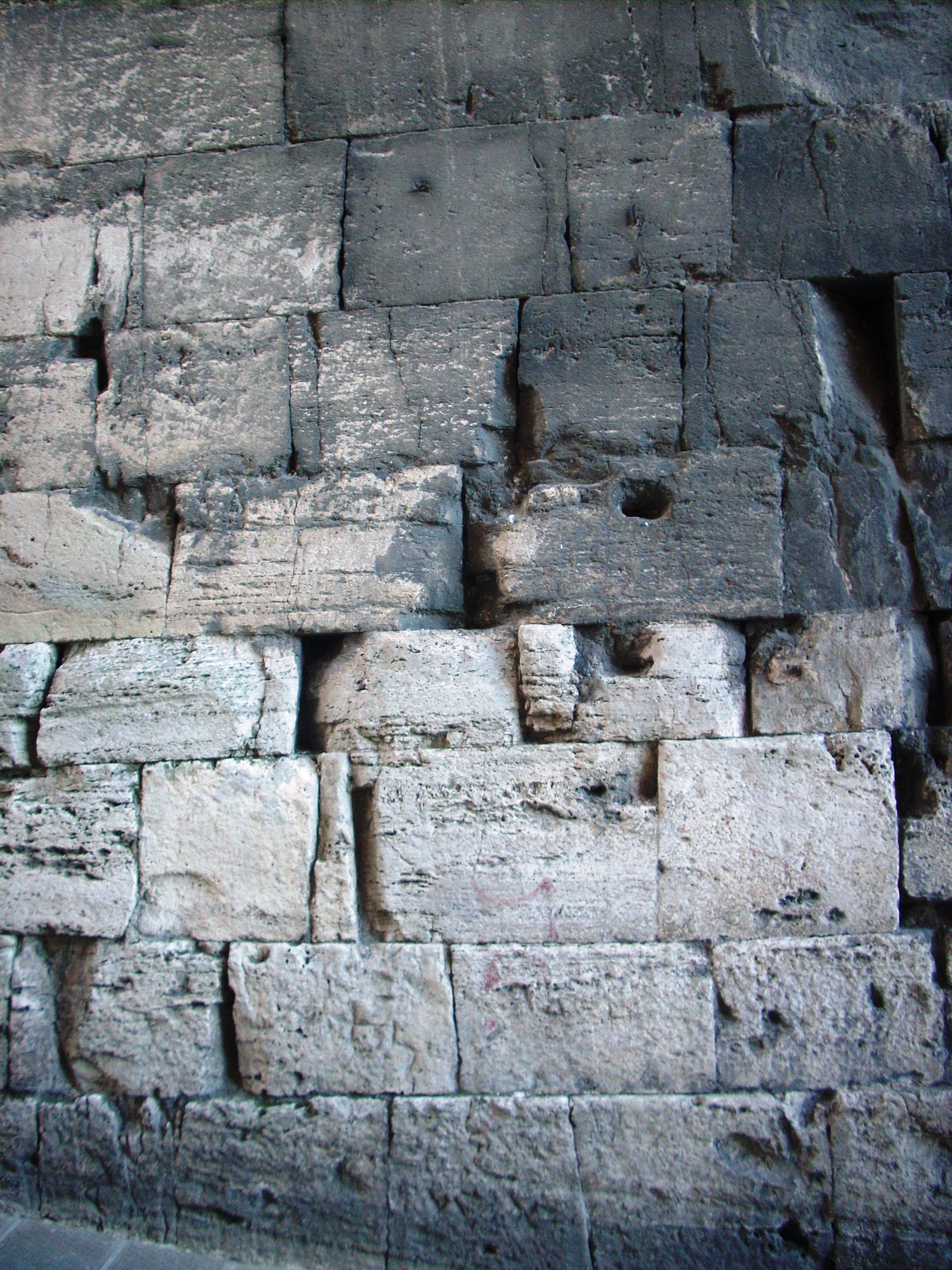
Blocchi di calcare (perfettamente squadrati) all'interno dell'Arco Etrusco

All'interno si trovano le mura etrusche, con uno sviluppo lineare di circa 3 chilometri, che vennero edificate tra il IV ed il III secolo a.C. e furono costruite in modo piuttosto unitario. Caratterizzate dalla grandezza delle pietre impiegate nella sua realizzazione, vennero rimaneggiate nel periodo romano e successivamente nel medioevo, tanto che oggi l'unica porta d'accesso rimasta nella forma e nella collocazione originaria è l'Arco Etrusco.
La cinta  medievale fu costruita per venire incontro all'espansione della città, e venne realizzata tra il XIII ed il XIV secolo.
Nel Duecento il Comune costruì 3 metri più a valle rispetto alla cinta etrusca una nuova linea di mura per sostenere quella etrusca, che tendeva a crollare a causa del terreno franoso. Presto ci si accorse che questo lavoro non era sufficiente e si costruirono contrafforti a pochi metri l'uno dall'altro. Intorno al 1330 si costruirono grandi archi a valle del secondo muro medievale e sopra venne posta la piazza del Sopramuro (l'attuale piazza Matteotti), creando una struttura simile a piazza dei Consoli a Gubbio. Rimasta oggi per gran parte intatta, la cinta muraria raggiunse uno sviluppo di circa 9 km ed inglobò i borghi creatisi in corrispondenza delle cinque antiche porte.
L'edificazione del Sopramuro proseguì all'inizio del Quattrocento, quando l'antico ospedale di Santa Maria della Misericordia costruì una serie di botteghe sulla piazza, e antistante l'università creò il suo "Studium Civitatis", al cui fianco venne eretto il palazzo del Capitano del Popolo. Sul finire del Quattrocento, trascorsa ormai la Signoria di Braccio Fortebraccio, (morto nel 1424), ci si accorse che il peso delle strutture imponeva un'altra serie di architetture di sostegno: le "briglie di Braccio". Alla fine del Cinquecento sorse l'ultimo edificio dell'area: la triplice chiesa del Gesù. A questo punto si comprese che le acque dilavanti su uno strato di argilla creavano pericolosi smottamenti e per secoli non fu aggiunto null'altro. Solo nel 1932 si decise per l'edificazione nell'area del mercato coperto.

## Le mura etrusche
- L'Arco Etrusco o "di Augusto" rappresenta la più integra e monumentale delle porte etrusche cittadine. Costruito nella seconda metà del III secolo a.C., è costituito da una facciata attraversata da un solo fornice e da due torrioni trapezoidali. L'apertura monumentale non fa parte dell'impianto murario originale, essendo sorto in sostituzione di una porta precedente che si trovava in una posizione più arretratadi circa venti metri. L'ampliamento ottenuto in questo modo fu minimo, ed il motivo della riedificazione va cercato soprattutto nell'intento di dare maggiore monumentalità ad un ingresso cittadino ritenuto particolarmente importante: in effetti, questa porta si distingueva dalle altre sin dalla tarda antichità e già nel VII secolo era denominata "porta pulchra", ossia la "porta bella".
- La porta Marzia è una delle antiche porte della cinta muraria etrusca della città. Costruita in travertino, presenta un arco a tutto sesto inquadrato da lesene con capitelli a rosetta centrale, sormontato da una balaustra scandita da quattro pilastri in stile italo-corinzio dalla quale sporgono cinque sculture: Giove tra i Dioscuri Castore e Polluce, e due cavalli alle estremità.
- La porta Trasimena, situata in via dei Priori, venne rifatta nel XIV secolo. Dell'originale porta etrusca rimane ben poco, l'arco è infatti ogivale e non più a tutto sesto, e la scultura di forma leonina è stata anch'essa aggiunta nel medioevo.
- Porta Sole è una delle più antiche porte d'ingresso di Perugia. Citata da Dante Alighieri nel Paradiso, aveva la sua collocazione originaria nel punto più alto della città, l'omonimo colle del Sole. Oggi non più esistente nella forma originaria, ne ha ereditato il nome l'arco dei Gigli, situato in via Bontempi e ricostruito nel medioevo. L'area venne fortificata nel XIV secolo, ma la cittadella militare fu abbattuta dopo una sommossa popolare nel 1376.
- Arco della Mandorla o porta Eburnea.
- Arco di Sant'Ercolano o  porta Cornea dementis.

## Le mura medievali
- La porta di San Pietro o Porta Romana, è una delle porte medievali di Perugia. Inserita nella cinta muraria del XIII-XIV secolo, si trova alla fine di corso Cavour. La facciata esterna è stata realizzata in travertino da Agostino di Duccio e Polidoro di Stefano tra il 1475 ed il 1480.
- La porta di Sant'Angelo è la più grande delle porte medievali delle mura di Perugia. Situata nel rione di Sant'Angelo, al termine di corso Garibaldi, si apre nel  Cassero, fortificazione merlata inserita nella cinta urbica del XIV secolo.
- La porta di Santa Susanna o  porta di Sant'Andrea, è situata in via della Sposa.
- La torre degli Sciri è l'unica delle torri medievali ad essere rimasta integra in città (le altre sono crollate in seguito a terremoti, guerre interne o durante la demolizione attuata nel XVI secolo in seguito alla guerra del sale). Fatta costruire dalla famiglia Degli Oddi (famiglia), giungerà agli Sciri solo in età moderna. La torre spicca nel paesaggio circostante per la forma squadrata e per il caratteristico colore della pietra chiara utilizzata nella costruzione.

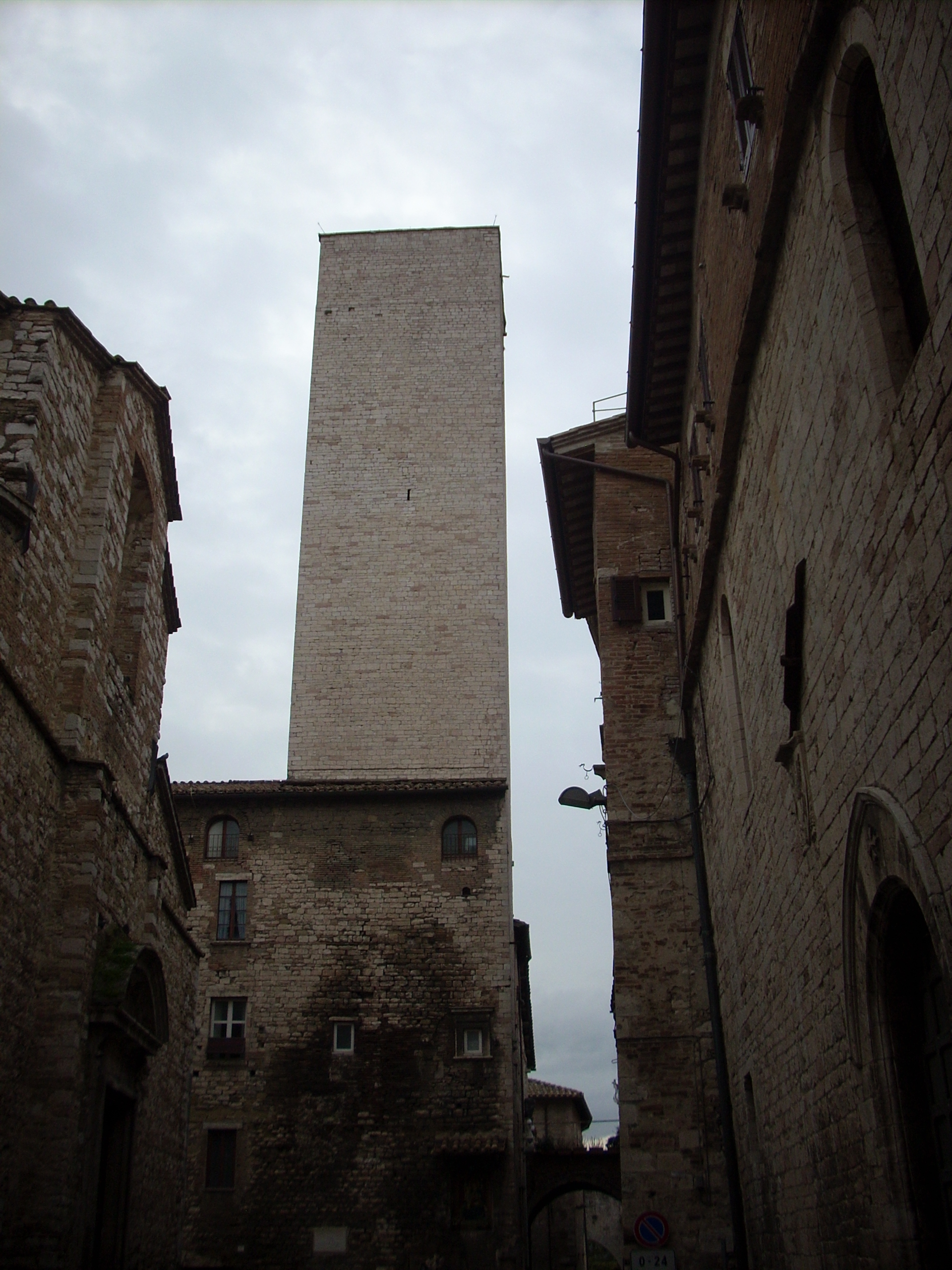
Torre degli Sciri

- La Porta di Santa Margherita, posta sul lato est della cinta muraria, lungo l'attuale via XIV Settembre, prende il nome dall'antico monastero benedettino di Santa Margherita che si trovava nelle vicinanze.
- La Porta di Sant'Antonio,  prende il nome dalla vicina chiesa di S. Antonio e fu aperta sul lato nord della cinta muraria nel 1374, in sostituzione di una precedente porta medievale del XIII secolo. Da questo varco il 14 settembre 1860 passarono i primi bersaglieri dell'esercito piemontese che conquistò la città, sottraendola allo Stato Pontificio.

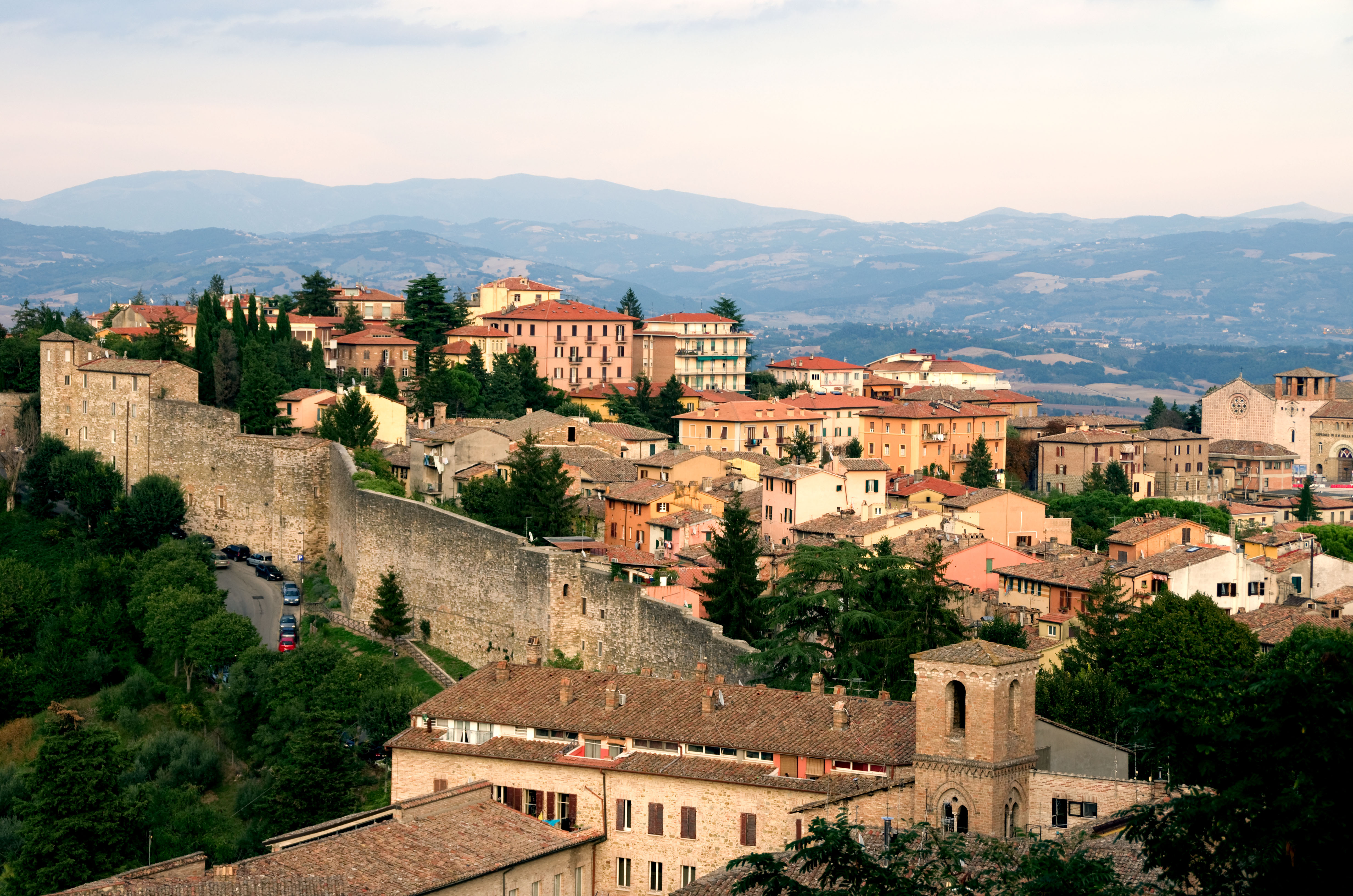
Vista aerea delle mura medievali di viale Sant'Antonio